# Синяк (хребет)
Синя́к — горный хребет в Горганах (Украинские Карпаты). Расположен в пределах Надворнянского района Ивано-Франковской области.
Юго-восточная и юго-западная часть хребта находится в пределах Карпатского национального природного парка. По протяженности хребет небольшой (5-6 км) и состоит, по сути, из двух гор — Синяк (1665 м) и Малый Горган (1592 м). Хребет простирается с юго-востока на северо-запад. Пригребневая часть покрыта каменными россыпями. Склоны крутые, труднодоступные. У подножия хребта растут пихтово-еловые леса.
Ближайший населенный пункт — с. Поляница.
С хребта видны горы Довбушанку (на северо-западе), Хомяк (на востоке), хребет Яворник (на северо-востоке), а также Черногорский массив (на юге) и Свидовецкий массив (на юго-западе).

## Фотографии

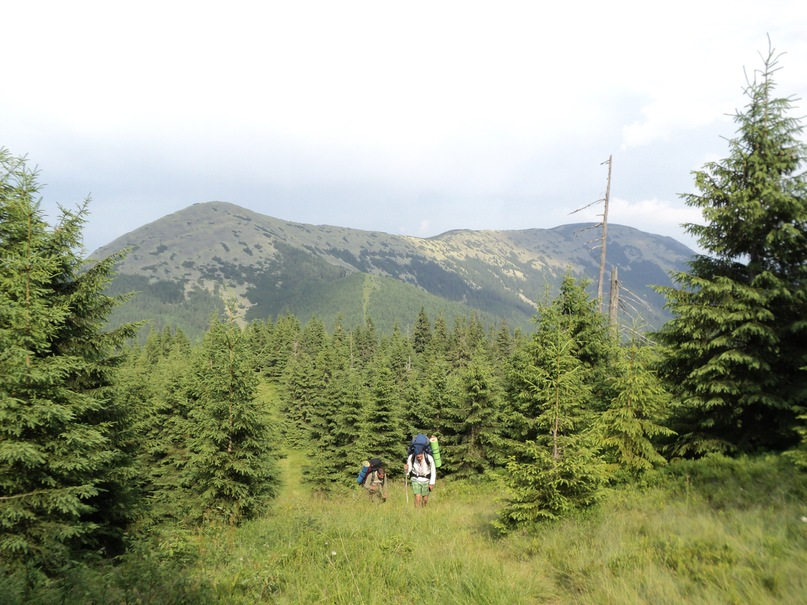
Хребет Синяк с горы Бабин Погар